# ADAMAS
『ADAMAS』（アダマス）は、脚本：岡エリ、作画：皆川亮二による日本の漫画作品。「イブニング」（講談社）にて2007年8号より2014年18号まで不定期連載された。
タイトルのADAMASはダイヤモンドの語源で、「（何事にも）屈しない」「征服できない」という意味。

## あらすじ
宝石の力を引き出して戦う『宝石使い（ジュエルマスター）』という特殊能力を持つ流崎麗華は、ダイヤモンドの力によって様々な宝石の力を借りて任務をこなし、裏の敵対組織からは「クリシュナ」と呼ばれ恐れられていた。行方不明の父を探しだし、謎の組織『シャニ』に奪われた「思い出の屋敷」を取り戻すため、表の仕事である近所の薬局店でのアルバイトと、『ヒーラー社』から依頼された裏の任務に精をだす。
やがて、シャニの施設から逃亡してきた「全てを見通す目」を持つエメラルドの宝石使い・エスメラルダと、インド人の血を引く「恐るべき怪力」を持つルビーの宝石使い・ヒロミが、麗華のアパートに転がり込んできて共同生活するようになる。
当初、ヒーラー社による「宝石市場の安定を損なう存在」と思われていたシャニであったが、シャニのトップであるジェネラル・ジンと交流するうちに、彼の人間性に麗華は惹かれていく。同時に、これまで正義だと思っていた依頼主のヒーラ社が、ダイヤモンド利権を牛耳るために買収を進め、新たなダイヤモンド鉱山を封印していることも知る。
シャニと敵対している『ウィルスン・グループ』を率いるニコライ・ルーシは、かつて孤児だったジェネラル・ジンとは幼馴染であり、一人だけ施設に引き取られた彼を裏切者と思い込んで復讐しようとしていた。

## 登場人物

### 主要人物

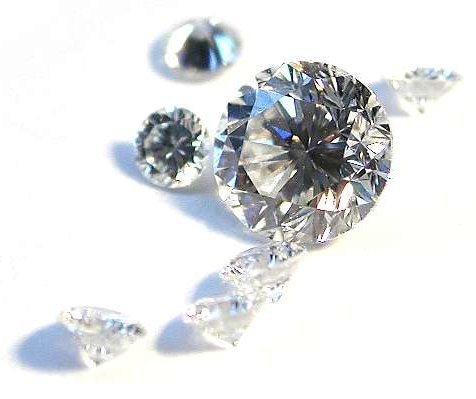
麗華の守護石である「ダイヤモンド」の一例。

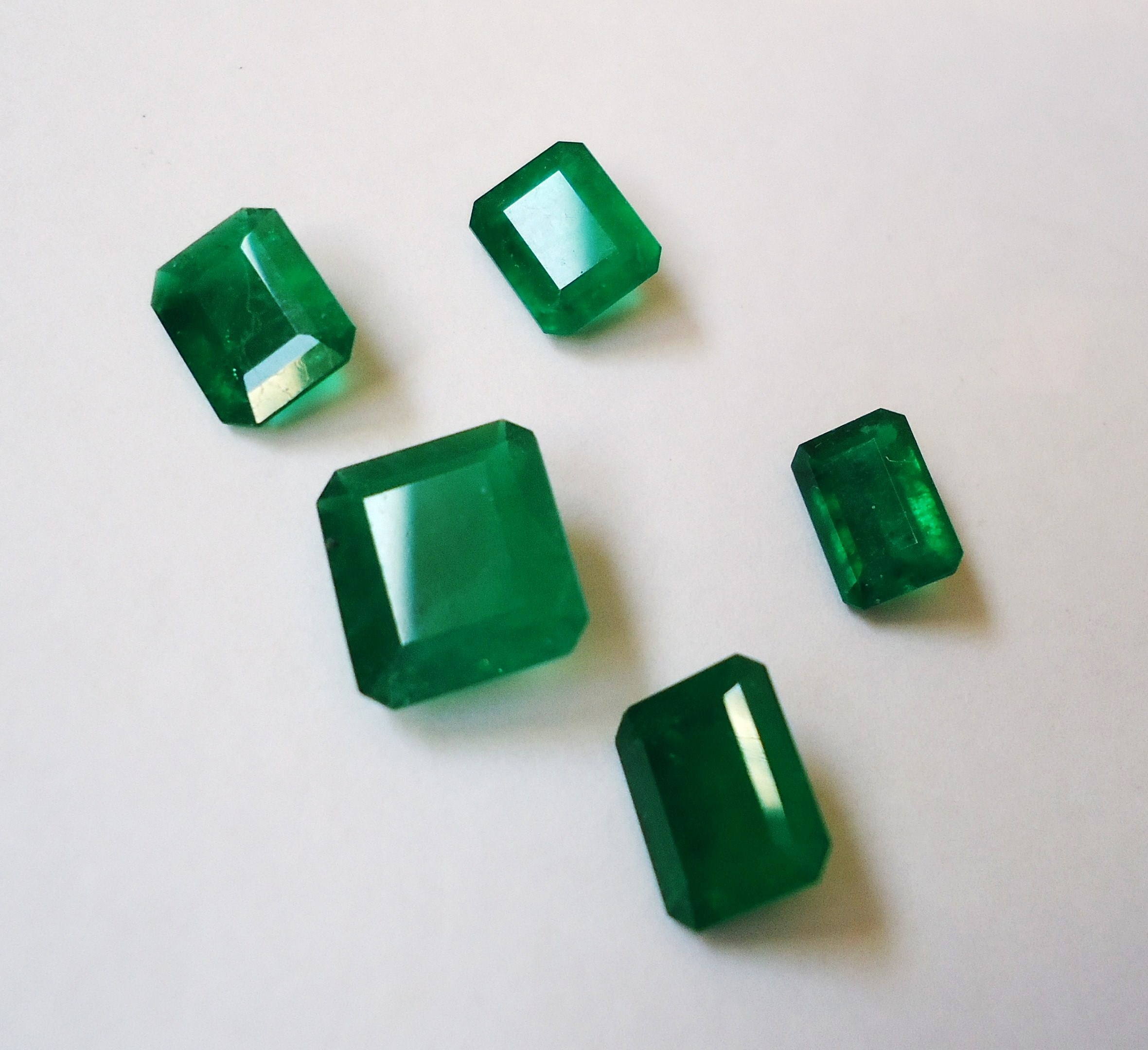
エスメラルダの守護石である「エメラルド」の一例。

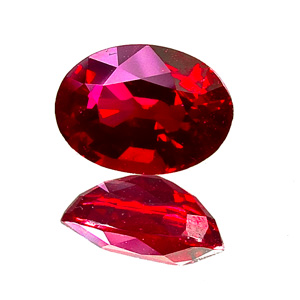
ヒロミの守護石である「ルビー」の一例。

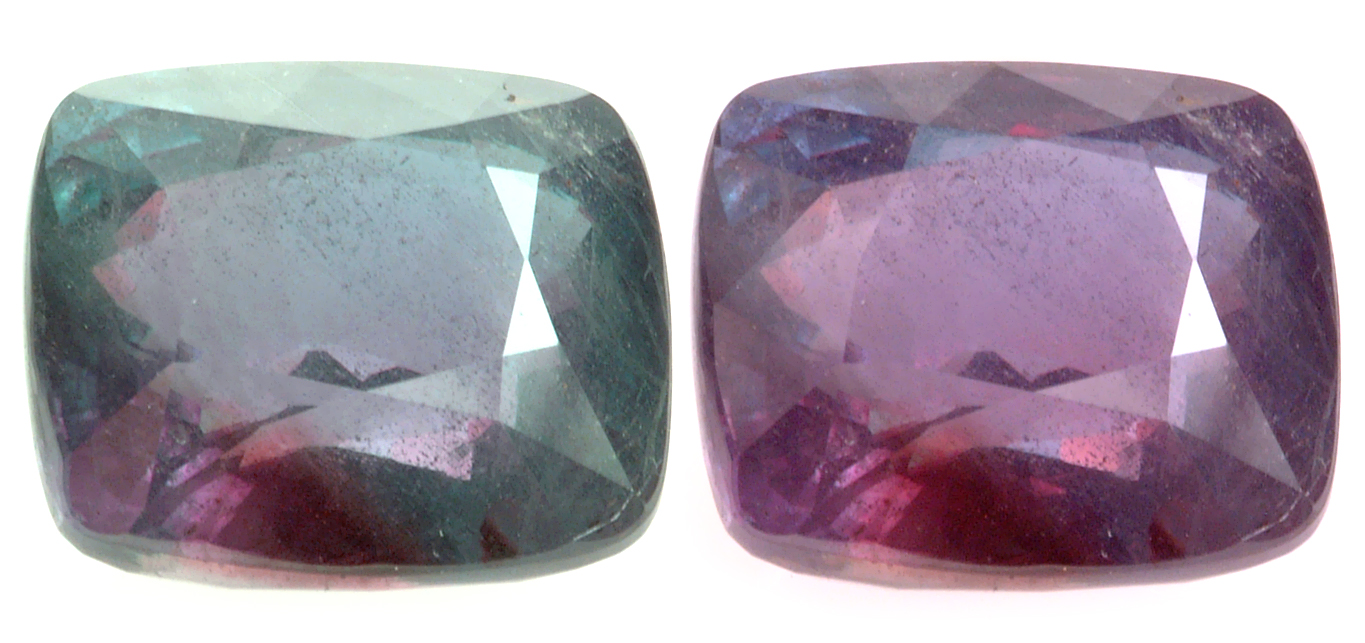
ジェネラル・ジンの守護石である「アレクサンドライト」の一例。

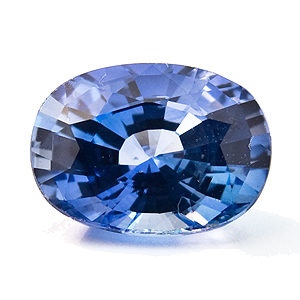
サエコの守護石である「サファイア」の一例。

流崎麗華（りゅうざき れいか）
本作の主人公。シャニや宝石泥棒たちからは「クリシュナ」の名で恐れられている。21歳。
宝石使いという特殊能力の持ち主。鑑定用のルーペを使わずにダイヤモンドの鑑定機関のHRDと同じ鑑定結果を出し原産地まで当てるほどの鑑定眼を持ち、原産地の同じ宝石を持っていれば探したい人間の居場所もある程度サーチすることができる。
守護石はダイヤモンドで、ダイヤを所持する者の意思を支配したり、ダイヤモンドを触媒にあらゆる宝石の力を引き出すことができる(効果は専門の宝石使いには劣る)。身体能力も高く、特に腕力は大の男を次々と殴り倒すほど。戦闘の際には素手またはダイヤモンドを敷き詰めた特製のカイザーナックルを使う。
容姿は敵味方を問わず美人と評されるほどの美形でスタイルも悪くないが、美貌やグラマーの持ち主を僻んで、自分に自信を持てないこともある。宝石使いの能力から電波や変人呼ばわりされることが多く、本人はあまり能力について話したがらない。
宝石使いとしての任務をこなす一方、生活費を稼ぐためにマツシタキヨシという店でアルバイトをしている。シャニの陰謀により屋敷を奪われたことから、現在はかつての屋敷が見える古いアパートに住んでいる。二輪車の免許を取得しているようで、作中ではバイクを苦も無く取り回す描写も見られる。
当初はジンを父の敵と履き違え敵対していたが、ジンからの依頼や共闘を重ねる内に徐々にジンに惹かれていく。そしてタイで彼のプロポーズを受け入れ婚約者となるが、結婚指輪を渡す直前にジンはニコライらに敗れ拉致されてしまう。紆余曲折の果てにジンが生きていることを知ったレイカは、仕事を辞めて世界へと旅立つ事を決意する。
エスメラルダ・ランジェ
エメラルドの宝石使い。18歳。どんな動きでもスローモーションに見え、暗い場所でも太陽の光があるかのように見える「エメラルドの眼」を持つ。エメラルドが装飾されたパンプスを履いた足で踊るような蹴り技を使う。抜群のプロポーションと美貌だが、その一方で生活能力は皆無で、金銭感覚も一般的なそれからは大きく逸脱していた。現在は熊戸衣料品店で働き社会常識を学びながら、レイカのアパートに居候中。モチーフはマリリン・モンロー。
谷ヒロミ・ラトラナジー
ルビーの宝石使い。インド人の少女。15歳。ルビーの中でも特に希少価値の高いピジョンブラッドのペンダント（当初はカメオで隠されていた）を媒体に、車一台分を軽々と持ち上げる怪力を持つようになる。それに加え、高熱を持った拳をも使うことがある。学校では「クラッシャー」と言われているらしい。住んでいた家はシャニが原因で解体されてしまいレイカのアパートに居候する。
なお、ジェイキンズ博士がヒロミの進路として挙げていた「飯床野女子高校」はスプリガンの染井芳乃が通っている学校。

### シャニ
ジェネラル・ジン（アレクサンドル・ジン・ロマノフ）
シャニの宝石使いでもナンバーワンと称される男性。
「王者の石」と自称するアレクサンドライトの宝石使いで、指には希少価値の非常に高い「キャッツアイ」の現れたアレクサンドライトの指輪をはめている。
アレクサンドライトの宝石使いの能力として、X線、紫外線などを含めたあらゆる電磁波の操作を可能としており、それによって電磁波が影響を及ぼすものはすべて、人の体調でさえも狂わせる事ができる。他の宝石使いとは一線を画す能力を見せ付ける。
物語当初はレイカ達の敵対者としての側面が強調されていたが、時には共闘し、時には依頼を持ちかけたりと、単なる敵役には収まらない一面も垣間見せる。物語中盤からは明確にレイカにアプローチするようになり、ついにはプロポーズが受け入れられレイカの婚約者となった。
本名はアレクサンドル・ジン・ロマノフと言い、ロマノフ王家の末裔であるかのような事が作中で示唆されている。ソビエト連邦のカラバ社の宝石使い育成施設でニコライらと出会い、ソ連崩壊によってカラバ社が解体された際はそのリーダーシップで仲間を率いて施設を脱出、近くの町でストリートチルドレンのリーダーとして過ごしていた所を20年前にシャニに引き取られた。だが、ヒーラ社の妨害によって仲間のニコライたちは見捨てられて置き去りにされ、仇敵同士となってしまう。
その因縁から20年ぶりにニコライと対峙。そして敗れて拉致され、行方不明となる。その凶報を聞いたレイカはジンへの想いに気づき、彼を捜すために仕事を辞める。
サエコ・ミレイ（チャンツィ）
サファイヤの宝石使い。
元はシャニの幹部だったが、組織の運営方針に疑問を感じシャニを脱退。シャニの重要機密を持ち出して逃走している。
ミッドナイトブルーサファイアで出来た煙管を愛用し、これを通じて人体急所や物質の破砕点を見極め、最少の効率で物質を破壊することが出来る一方、上記の力を逆に応用して人体の回復力を促進させることも可能としている。
本人曰くナチュラリストで、自然や生命に対して深い敬意を抱く一方、それらを安易に踏みにじる輩には一切の容赦をしない。
ジンがニコライらに敗れウィルスンに拉致されてからは、ジェイキンズ達に懇願されてシャニの取締役に就任した。
ジェイキンズ
シャニの研究者で、ジンの部下。宝石使い達からは「ジェイキンズ博士」と呼ばれている。
実行部隊を率いて執念深くレイカ達を付け狙うが、度々行き過ぎた行動で彼女達の逆鱗に触れてしまう事も。しかし、生活苦のレイカ達を何不自由ない生活を条件にシャニにスカウトしたりと、根っからの悪人というわけでは無い。
カルメン・ピサロ
インペリアルトパーズの宝石使い。
エスメラルダ曰く「施設の中でも最悪な女」。
勝気で傲慢な性格で「シャニで女性最強の宝石使い」と豪語し、レイカやマリーを「雑魚」とバカにしているが、能力と感情のコントロールが出来ない事をジンに諭されている。
レイカとの戦いでカイザーナックルで気絶させられた後、ニコライの手によりウィルスンへ連れ去られた。
人が音として認識できないほどの高い声を超音波として出し、幻覚を見せたり、音の衝撃波を出して攻撃することができる。

### ウィルスン・グループ
ニコライ・ルーシ
シャニと敵対するウィルスングループの幹部。
ウィルスングループの創設者、フィリップ・ウィルスンの孫でもある。
実は養子であり、ロシアのストリートチルドレン時代からジンとは幼馴染みだったが、ジンだけがシャニに連れて行かれたため、ジンを「裏切り者」として憎んでいる。
ブラックダイヤモンドの宝石使いで、人の記憶を改竄し操ることができるがその能力はまだ謎に包まれている。

三賢人たちの不老不死の力を狙っていたが、彼らが「永遠に生きる」のではなく「ただ死ねないだけ」なのだという事実を知って衝撃を受ける。

ミーシャ・カルニ
かつてのジンやニコライらと一緒だったストリートチルドレン時代の仲間。
エメラルドの宝石使いで、彼らの中では唯一の女性。
ミハイル・ゴーシュ
かつてのジンやニコライらと一緒だったストリートチルドレン時代の仲間。
筋肉質な男で、ルビーの宝石使い。
セルゲイ・ラロヴィッチ
かつてのジンやニコライらと一緒だったストリートチルドレン時代の仲間。
水晶の宝石使い。

### 三賢人
マリー・ランジェ
エスメラルダの母親。上品でおっとりした性格だが、エスメラルダが常識人に思えるほど世間知らずなところがある。また、いつでもどこでもすぐ眠ってしまう。一時は流崎好夫と共に行動していたが、「好夫ちゃんの元気がよすぎて」はぐれてしまい、レイカたちのアパートに転がり込む。テレパシーないしは予知能力を持ち、それを駆使した占いが得意。
三賢人と呼ばれる宝石使いの1人で、彼らの中では最年長。同じく三賢人である流崎好夫の勧めで孤児だったエスメラルダを育てた。
水晶の宝石使いで、水晶を通して「水とお友達になる」ことで、水が関わるものはすべて操作できる。その力は空気中に散布された化学兵器をただの霧に変え、犠牲者の体内を浄化して蘇生させるほどで、本人いわく「美容や老化防止にもいい」とのこと。
かつてはフランス王妃として夫や子宝にも恵まれ何不自由ない生活を送っていたが、老いと美貌を失う事だけを恐れ毎日水晶にお願いをしていた。その甲斐あって長年美貌を保っていたが、やがてフランス革命が勃発し夫や子と共に牢獄に幽閉されてしまう。しかし水晶使いの能力で病人を幾人か治したことで、マリーだけは替え玉とすり替えられて牢獄を脱出したが、夫と子供は取り残されそのまま処刑されてしまった。絶望した彼女は川に身を投げ後追い自殺を図るも、十数年間毎日水晶の力を使い続けていた結果、不老不死となってしまっていた。
その後シャニを立ち上げたラッキーやウォンらと出会い、シャニに身を寄せていた。シャニを離れた後は一時レイカのアパートの隣に住み込んでいたが、ラッキーが不老不死から解放される手段を見つけたことでエジプトへ向かう決意を決め、別れ際にエスメラルダにトラピッチェ・エメラルドを託した。
溝口正之（みぞぐち まさゆき）(ウォン・ミュンヘン)
流崎家の執事。眼鏡を掛けた老紳士。流崎家が没落しても麗華に仕えて麗華を「お嬢様」と呼んでいる。麗華のバイト先にはリムジンで出迎えることもあるが麗華は周りの目を気にしてあまりよく思っていない。
麗華の任務は溝口が交渉人となり黒いスーツに黒いサングラスにかけた男から斡旋してもらっている。
三賢人と呼ばれる宝石使いの1人で、ヒーラ社の創設者。だが本人の意思とは裏腹にヒーラ社が力づくでダイヤ市場の独占に走った為、同じく三賢人である流崎好夫と共にシャニを創設した。
オパールの宝石使いで、絵の具の顔料に入っている鉱石の力で絵のモデルとなった人物の思念を取り込む事が出来る。モデルが死ねば絵の中の人物の表情も凡庸なものになり、絵画としては実質的に「死」んでしまう。
元々は売れない凡才の画家であったが、質屋の娘と結婚し妻の家業を継いで平穏に暮らしていた。だがある日友人が質に売りに出してきたブラックオパール製の絵筆の魔力に取り付かれ、趣味程度に抑えていた絵画への情熱が爆発し、質屋よりも画家の方を本業とするほどにのめり込んだ。結果成功をおさめたが、絵筆の為すがままに絵画を描き続けた結果、50歳で時が止まってしまった。妻の死後は屋敷を含む財産を全て売り払いアフリカに移住、後にラッキー・ロークと出会うこととなる。
シャニを立ち上げた後は溝口正之として流崎好夫(ラッキー)のサポートを行いつつ、かつて自分が描いた絵の浄化に努めていた。
そして不老不死を狙うニコライに他の二人とともに拉致され、不老不死になる方法を教えるよう強要されるが、「自分たちは死なないのではなく『死ねない』のだ。宝石の力を使いすぎた副作用で、まさに『石のように固まって』しまい、変化も成長も進歩も、そして老化もできない。永遠にこのままなのだ」という衝撃の真実を告げる。
流崎好夫（りゅうざき よしお）(ラッキー・ローク)
流崎麗華の父。流崎家が没落した2年前から失踪中。麗華の能力に早いうちから気づきその能力を伸ばすためにあらゆる出資を惜しまなかった。シャニに軟禁されていたマリー達に接触し、逃走したマリーと共に行動していた。
三賢人の1人で、彼らの中では最も若い。1876年に一攫千金を求め、当時ダイヤモンド採掘が盛んだったアフリカのキンバリーに移住し、そこでウォン・ミュンヘンと出会った。
黄金(ゴールド)の宝石使いで、金脈を探し当てる能力に加え接した人間の心を和ませることが出来る。日本人の妻がいたが死別、忘れ形見である娘のレイカ(流崎麗華とは別人)を溺愛していた。
しかしあまりにも目立つ稼ぎ方をした為に貧困に喘ぐ採掘者達によって身代金目的でレイカを拉致されてしまい、結局レイカは採掘者達の仲間割れに巻き込まれ命を失ってしまった。
失意の中でキンバリーから貧困を無くし秩序を作る為にウォンと共にヒーラ社を立ち上げ、持ち前の能力と財力を使い雇用の安定と土地の一体化をすすめる傍ら、金脈の探索やインフラ整備にも力を注ぎ数年でヒーラ社は南アフリカ随一のダイヤ企業に成長した。しかし巨大な力をつけたヒーラ社は彼らにも制御しきれなくなり、ウォンがヒーラ社を去ってから間もなくボーア戦争を勃発させてしまう。英国軍のフィリップ・ウィルスン2世に救助されたものの自分の愚かさを悟り荒野で自殺を試みたが、既に宝石使いの能力多用の副作用で不老不死になってしまっており、駆けつけたウォンに諭され、共にヒーラ社の暴走を止める為に第2の人生を歩む事を決めた。
その後は流崎好夫と名乗りシャニの会長をしていたが、ジンに会社を任せた後はアダマンタイトを求めて世界中を放浪していた。レイカとは血の繋がりは無いが、娘への愛情は本物。ジンにレイカのサポートを託したのも、ジンとレイカなら上手く行くという彼の思惑があったからである。

### その他
フィリップ・ウィルスン二世
ウィルスンの創立者であり、ダイヤモンドの宝石使いであった。流崎好夫(ラッキー・ローク)と面識がある。また、ニコライ・ルーシの母方の祖父でもある。
アフリカのタンガニーニに世界最大級のダイヤモンド鉱床を発見し自らの王国を築きあげようとしたものの、ヒーラ社が各国政府に圧力をかけたことで崩壊、タンガニーニ鉱床もヒーラ社に捨て値で奪い取られてしまった。
全てを失い世界とヒーラ社に復讐を誓った彼は自身の能力を使ってダイヤモンドに自らの怨念を封じ込め、ダイヤを見た者を意のままに操る「ウィルスンの呪いのダイヤ」を数多く残した。
プタハ
レイカがエジプトで出会った謎の老人。実はその正体は、偉大なる王と言われるラムセス2世である。
ラピスラズリの宝石使いで、ラピスラズリの力を使って他の宝石の能力を封印する事ができる。
子供達の墓を守る為に能力を使っていたが、異国の宝石使いであるレイカに力を貸した。
ジュモ
レイカと同じダイヤモンドの宝石使い。アフリカの紛争地帯で生まれた少年で、その力を悪用されて紛争ダイヤモンド探しに酷使されていた。紆余曲折の果てにレイカたちに救われ、サエコと同居している。

熊戸家
- 八男の熊戸八太郎(通称：くまとやったろう)は、 ホストを目指している。
- 八太郎の母は、エスメラルダがアルバイトをしている「KUM-ART」を経営している。一太郎・三太郎とその妻は、その店で働いている。

## 用語
宝石使い（ジュエルマスター）
一部の人が持つ特殊能力。宝石に秘められた様々な能力を引き出し操ることが出来る。殆どが固有の種類の、それも個人専用の宝石を扱う。
元々人間が本来持っている能力であり、相性のいい宝石さえ分かれば誰しもが宝石使いになれるらしいが、素質の高くない者は相当な訓練と時間を要しなければ能力が発現しないらしい。
以下は宝石の効果の一例。
- ダイヤモンド - 所持している者をマインドコントロールする。所持していなくても鉱床などの場所であれば周囲の人間をまとめて支配することが可能。
- エメラルド - 視力を高め、千里眼を使うことが可能になる。
- セレスタイト - 念や魂を浄化する。
- アメシスト - 一升瓶を飲み干しても大丈夫なほどアルコールに強くなる。
- サファイア - 人体の治癒力や回復力を促進させる。

流崎家（りゅうざきけ）
100年の栄華を極めた名家。流崎家の屋敷には、先祖代々の全ての宝が置かれている「クリシュナの間」があり、宝石だけで100種類以上もある。麗華の才能に気づいた好夫はクリシュナの間を麗華の部屋として与えた。
現在はシャニの陰謀によりリムジンと何点かの家宝を麗華に残し没落。屋敷はシャニの関連会社の所有物となっている。
ヒーラ社
現在ダイヤモンド市場を支配しているシンジケート。130年の歴史と強固な流通システムを持ち、その影響力は全世界に及ぶ。創設者はウォン・ミュンヘン。他勢力の参入で独占しているダイヤモンドの希少価値が下がるのを懸念しており、それを守る為にはどんな手段も厭わない。
ウォンのダイヤモンド市場を安定させるようにとの言い伝えに対して横暴なやり方で市場を独占した為、ウォンには対抗勢力としてシャニを創設され、かつて自分達が一度潰したウィルスングループにも牙を向かれるなど、現在は影響力に陰りが生じている。
麗華の主な依頼主だが、必ずしも正義の組織ではない。
シャニ
世界に暗躍する闇の秘密結社。創設者はウォン・ミュンヘン。市場を力ずくで独占したヒーラ社の暴走を止めるために創設された経緯があり、宝石業界の自由化を目指している。強大な力を持つヒーラ社やウィルスンへの対抗策として、宝石使いへの研究と育成が行われている。
ウィルスングループ
ニコライ・ルーシの所属するグループ。創設者はフィリップ・ウィルスン。
フィリップは1940年代に世界最大級のダイヤモンド鉱床を発見、企業を立ち上げダイヤ市場の支配を目論んだが、既に市場を独占していたヒーラ社によって圧力を掛けられ、一度潰された過去がある。ヒーラ社に激しい恨みを持ったフィリップは自らの怨念をダイヤモンドに封じ、そのダイヤを見た人間を意のままに操る「ウィルスンの呪いのダイヤ」を数多く遺した。
怨敵かつ、業界の支配者であるヒーラ社が築いた宝石市場の破壊と再生、市場の支配を目論んでおり、臓器密売や違法薬物など裏社会にも影響力がある。
カラバ社
かつてはヒーラ社に次ぐダイヤモンド採掘量を誇っていた旧ソ連の企業。鉱脈探知など宝石使いの力を運用する為育成に力を入れており、ジンとニコライらもこのカラバ社の育成所で出会った。
ソビエト連邦の崩壊の混乱に乗じてヒーラ社に解体されてしまい、作中の現在は存在していない。
三賢人
石の力で数百年を生き続ける強大な力を持った宝石使い、すなわちウォン・ミュンヘン、マリー・ランジェ、流崎好夫の3人の総称。
宝石使いの力を過剰に使いすぎた事で老いることも死ぬことも成長することも無くなり、まさに石のように不変の存在と成り果ててしまった。
廃れていた宝石使いの能力を復活させた事で宝石業界の争いを招いてしまった事や不老不死という呪いから解放される為に、伝説のアダマンタイトを探し出そうとしていた。
アダマンタイト
奇跡を起こすとされる伝説の石で、あらゆる宝石の力を打ち消すことが出来るとされる。傍目にはただの鉄鉱石と変わらず、その特性から宝石使い以外には価値を見出す事は無いので発掘報告すら残る事は無い。
ダイヤモンドの語源となる以前は、この石が「アダマス」と呼ばれていた。